# Eudemo di Cipro
Eudemo di Cipro (Cipro, ... – 352 a.C. circa) è stato un filosofo greco antico accademico vissuto nel IV secolo a.C. amico e condiscepolo di Aristotele .

## Biografia
Scarse le notizie sulla sua vita:  elemento di rilievo è costituito dalla sua amicizia con Aristotele, quando entrambi frequentavano l'Accademia platonica.
Diogene Laerzio attesta che Aristotele avrebbe composto un dialogo consolatorio l'Eudemo  per la sua morte, che Plutarco associa alla spedizione di Dione per liberare Siracusa dal tiranno Dionisio il giovane dopo il secondo fallimento del tentativo politico di Platone. L'impresa di Dione vide la partecipazione di politici e filosofi tra i quali, afferma Plutarco,
Ulteriore testimonianza troviamo in Cicerone, che afferma che Aristotele racconta come il suo amico Eudemo, viaggiando verso la Macedonia si ammalò in Tessaglia nella città di Fere, dove spadroneggiava il crudele tiranno Alessandro. Sul punto di morire Eudemo ebbe la visione in un sogno di un giovane che gli predisse che sarebbe guarito, che il tiranno sarebbe morto e che egli, dopo cinque anni, sarebbe tornato in patria. 
Le prime due profezie si avverarono subito mentre la terza sembrò non realizzarsi: infatti Eudemo, che, come detto, si trovava in Sicilia al seguito di Dione, morì in battaglia presso Siracusa.
Questo avvenimento in realtà andava interpretato a conferma della profezia in quanto, secondo il pensiero platonico inizialmente condiviso dal giovane Aristotele, con la morte del corpo l'anima di Eudemo poté tornare nella patria "ideale". .